# 池窪浩一
池窪 浩一（いけくぼ こういち）は、大阪府出身のギタリスト、ソングライター、ロックバンドBahashishi（元アミューズ所属）のメンバー。ニックネームは、いけっち、池ちゃん、ツボ氏。高橋優、藤原さくらなどのサポートギタリスト及び、アレンジャーとしても活動している。

## 来歴
15歳の頃ギターを始める。ヤマハ音楽院大阪卒業。
2003年11月、大阪にてバンドBahashishiを結成。当初は、ジャズやスタンダードな洋楽をカヴァーしていたが、この時期からオリジナル曲の制作を始めた。
2005年11月に拠点を東京に移し、2006年5月、アルバム『心の世界』にて「Aer-born」レーベルからメジャーデビューを果たした。2011年4月1日をもって活動を休止。
活動休止後は、高橋優、藤原さくら、YULALi（ユラリ）などのソロアーティストのライブサポートを行う傍ら、他アーティスト作品のアレンジャーとしても活動している。

## 提供作品
アーティスト
- 水沢エレナ
  - 『蕾』、『翼』（2008年） - 作曲、編曲 ※BS-i「東京少女水沢エレナ」の主題歌と挿入歌
- 吉井レイン（吉井菜穂）
  - アルバム『ピルケース』全曲（2011年） - 編曲
  - アルバム『ピルケース』（アンモナイト 他）（2011年） - 作曲
- Tokyo Cheer2 Party
  - アルバム『チアチアルバム』（RISE）（2013年） - 作曲
- 藤原さくら
  - アルバム『full bloom』全曲 （2014年） - 編曲
- 高橋優
  - アルバム『今、そこにある明滅と群生』（BE RIGHT、おかえり 他）（2014年） - 編曲
  - アルバム『笑う約束』（リーマンズロック 他）（2015年） - 編曲
  - シングル『太陽と花』（2015年） - 編曲
  - シングル『明日はきっといい日になる』（2015年） - 編曲
  - シングル『光の破片』（2016年） - 編曲        他多数
- 関ジャニ∞
  - アルバム『関ジャニズム』（象） （2014年） - 編曲
- Rihwa
  - シングル『明日はきっといい日になる』（2015年） - 編曲
- リリィ、さよなら。
  - ミニアルバム『リリィ、さよなら。』（snow～君がくれた物語～）（2015年） - 編曲
  - ミニアルバム『どうして君は世界で一人』（春色の彼女、花びら）（2016年） - 編曲 [5][6]
  - シングル『春色の彼女』（2016年） - 編曲       他多数
- チームしゃちほこ
  - シングル『ULTRA 超 MIRACLE SUPER VERY POWER BALL』（眠れないナイNIGHT!） （2016年） - 作詞、作曲、編曲（岡本愛梨との共作） [7]
  - アルバム『おわりとはじまり』（なくしもの）（2017年） - 編曲
- 大竹しのぶ
  - アルバム『ち・ち・ち』（キライナヒト） （2017年） - 編曲
- たぴみる
  - アルバム『タピオカ×ミルクティー』（不自然なハミング、タイムマシン）（2018年） - 編曲
- Little Black Dress
  - 4th シングル『白雨』（2022年）- 作編曲

## レコーディング参加作品
アーティスト
- 高橋優
  - アルバム『今、そこにある明滅と群生』 （2014年）      他多数
- 関ジャニ∞
  - アルバム『関ジャニズム』（象） （2014年）
- 藤原さくら
  - アルバム『full bloom』 （2014年）
  - アルバム『à la carte』 （2015年）      他多数
- リリィ、さよなら。
  - ミニアルバム『リリィ、さよなら。』（2015年）
  - ミニアルバム『ハッピーエンドで会いましょう』（2015年）
  - シングル『春色の彼女』（2016年）      他多数

## その他の作品
アーティスト
- まる池商店（岡本愛梨との音楽プロジェクト）
  - シングル『愛のくず』 （2016年4月27日、MI:S RECORDS）※配信限定
  - シングル『キミに恋してる』 （2018年5月5日、MI:S RECORDS）※配信限定
  - シングル『Time keeper』 （2019年6月13日、MI:S RECORDS）※配信限定

## ミュージックビデオ
アーティスト
- まる池商店
  - 「愛のくず」 - YouTube（2016年4月25日） - 制作
  - 「キミに恋してる」 - YouTube（2018年5月5日） - 制作
  - 「Time keeper」 - YouTube（2019年6月13日） - 制作

## メディア出演

### テレビ
- サウンド・イン"S"（2016年03月19日、BS-TBS）[8]

### ラジオ
- 高橋優のリアラジ（2012年12月16日,23日、JFN系列）

### CM
- サントリー ほろよい 『夏はほろ友と（7月）』篇（2019年7月）

### スチール・広告
- 島村楽器 オリジナルブランド「HISTORY」（2018年）[9]

## 書籍

### 雑誌
- 別冊カドカワ 総力特集 高橋 優「高橋 優が叫ぶ”リアル”」（2018年10月24日、カドカワムック） 高橋優サウンドを支える盟友対談 池窪浩一×平畑徹也